# عبدالرضا عابد
عبدالرضا عابدزاده که به نام عبدالرضا عابد نیز شناخته می‌شود، سرتیپ سپاه پاسداران انقلاب اسلامی است، که از اردیبهشت‌ماه ۱۴۰۲ به‌عنوان فرمانده قرارگاه سازندگی خاتم‌الانبیاء فعالیت می‌کند. او یک بار نیز در سال ۱۳۸۴ به عنوان جانشین فرمانده کل سپاه در قرارگاه سازندگی خاتم‌الانبیاء منصوب شده بود.
عابد در خلال جنگ ایران و عراق فرماندهی لشکر ۲۲ بیت‌المقدس کردستان و فرماندهی یگان‌های مهندسی سپاه را در کارنامه خود دارد و پس از آن در زیرمجموعه قرارگاه سازندگی خاتم‌الانبیاء در سمت‌هایی همچون فرمانده قرارگاه قرب کربلا و نیز مدیرعامل هلدینگ تخصصی نفت، گاز و پتروشیمی ایفای نقش کرده‌است.